# Kjell Rodian
Kjell Åkerstrøm Hansen Rodian (ur. 30 czerwca 1942 we Frederiksbergu, zm. 29 grudnia 2007 w Kopenhadze) – duński kolarz szosowy i torowy, wicemistrz olimpijski.

## Kariera
Największy sukces w karierze Kjell Rodian osiągnął w 1964 roku, kiedy zdobył srebrny medal w indywidualnym wyścigu ze startu wspólnego podczas igrzysk olimpijskich w Tokio. W zawodach tych wyprzedził go jedynie Włoch Mario Zanin, a trzecie miejsce zajął Belg Walter Godefroot. Był to jedyny medal wywalczony przez Rodiana na międzynarodowej imprezie tej rangi oraz jego jedyny start olimpijski. W tym samym roku wystąpił na mistrzostwach krajów nordyckich w Malmö, gdzie zdobył złote medale w wyścigu ze startu wspólnego oraz drużynowej jeździe na czas. Ponadto w 1974 roku zdobył srebrny medal torowych mistrzostw Dani w indywidualnym wyścigu na dochodzenie oraz brązowy na szosie w indywidualnej jeździe na czas. Nigdy nie zdobył medalu na szosowych ani torowych mistrzostwach świata.